# Mañana campestre (canción)
«Mañana campestre» es un sencillo escrito por Gustavo Santaolalla e interpretado por la banda argentina Arco Iris (Gustavo Santaolalla, Ara Tokatlián, Guillermo Bordarampé), es una canción destacada del rock argentino. Fue estrenada en 1971 al lanzarse como simple, junto con "Soy un pedazo de sol", logrando un gran éxito. Al año siguiente fue incluida como pista 7 del álbum Tiempo de Resurrección. El tema está considerado como el #29 en la lista de los mejores temas del rock argentino que elaboró el sitio rock.com.ar (Las 100 de los 40).[cita requerida] La revista Rolling Stone y la cadena MTV la ubicaron en el puesto número 60 de las mejores canciones de la historia del rock argentino.[cita requerida]

## La letra
La letra de "Mañana Campestre" refleja las ideas que profesaba la banda y que transmitían a sus seguidores: la vida comunitaria, el culto a la naturaleza, el ascetismo y el rechazo del urbanismo, inspiradas en la cultura hippie.
El tema transmite las sensaciones y emociones de una pareja en el campo una mañana cualquiera, en comunidad con la naturaleza. Una mañana que huele a azahar (la flor del naranjo), una flor con  propiedades sedantes y moderadamente hipnóticas, que trae a la conciencia la idea del flower power surgida del movimiento hippie en la década del 60.
«Un gorrión se escapa de tu voz» le dice Santaolalla a su compañera, seguramente Dana, en la que es probablemente la imagen más bella de la canción, subrayando su unidad con la naturaleza. La vida comunitaria, natural y antiurbana, que proponía Arco Iris bajo la guía espiritual de Dana, no solo era de comunidad entre sus miembros sino también y principalmente, de comunidad con la naturaleza. La idea se repite inmediatamente: «en el río la cara de los dos», una imagen que no solo fusiona a la pareja con el río, sino que proclama la inutilidad de un elemento artificial como el espejo.
Marta Drocker, quien se radicó con su familia en El Bolsón en los años 1970, cuando contaba con siete años, recuerda aquel momento con estas palabras:

Nos fuimos a El Bolsón, un paraíso al sur de Argentina, en plena Patagonia. En los setenta, reducto de hippies, vida en comunidad y amigas de mi abuela. La meca del poder de la flor... Terminábamos la jornada cantando (siempre cantábamos, a la mañana, al comer, al cultivar, al jugar, al caminar, al bañarnos, al cantar -porque cantábamos sobre nuestro propio canto y el ajeno). Y el tema recurrente era "Mañana Campestre" de Gustavo Santaolalla y su grupo Arco Iris.

Finalmente la pareja de la canción conversa con la naturaleza y aprende de ella, oyendo primero al viento «contar la historia del lugar» y luego corriendo a preguntarle a un nogal «si es verdad que llueven rosas de cristal» y «si la luna se ha ido a bañar», aludiendo a las preguntas que la filosofía natural de Arco Iris considera trascendentes.
Dana y Ara Tokatlián ratificaban esa filosofía 30 años después del estreno de "Mañana campestre":

Arco Iris no sólo es un proyecto musical, sino que también es una idea de vida, porque actualmente vivimos en San Bernardino en una cabaña en medio del bosque donde nuestros principales 'huéspedes' son los osos, mapaches y coyotes, o sea la naturaleza a pleno a la que queremos preservar y defender".

## La música
La música forma una unidad con la letra. Santaolalla compuso una alegre balada country, inspirado en bandas estadounidenses como Crosby, Stills and Nash (and Young), vinculadas al movimiento hippie y a la fusión del rock con la música folklórica.
Ara Tokatlian define la música de la canción como "sonido campestre", un estilo alegre y bailable utilizado como medio para transmitir la vivencia de la vida en comunidad con la naturaleza, como experiencia psicodélica.
El tema comienza con un breve pero significativo riff de bajo, en dos secuencias consecutiva de tres notas cada una, finalizando ambas en sol2, para abrir inmediatamente después el canto subiendo al acorde Do mayor (C), generando así una sensación de euforia.
Entre la primera y la segunda parte la canción incluye un solo de flauta traversa, una novedad para el rock argentino de ese momento, realizado por Ara, de gran importancia tanto musical como temática, reforzando decisivamente el espíritu de la canción.

## Influencia
"Mañana campestre" fue un gran éxito y se convirtió en una de las canciones permanentes en los fogones y reuniones de jóvenes. La escritora argentina Patricia Suárez la menciona en su cuento El invierno:

De la habitación del fondo escuchaba a Cleo cantar «Mañana campestre», una y otra vez. Su voz retintinaba en los agudos, y caía de golpe como un cristal estrellándose contra el piso en los graves. Mañana campestre; mañana tan feliz, decía la canción.

El tema se inserta en el inicio de una actitud antiurbana emparentada con el hippismo, que marcará una línea de continuidad en el rock argentino, y que encuentra una conexión temática y temporal con "Casa con diez pinos" (1970) de Manal o "El oso" (1971) de Moris. Vinculada a esta tendencia antiurbana roquera, que encuentra en "Mañana campestre" su máximo exponente, están las experiencias comunitarias que dieron origen a El Bolsón en la provincia de Río Negro (Patagonia), y San Marcos Sierras en la provincia de Córdoba.
"Mañana Campestre" integró un selecto grupo de canciones iniciales del rock argentino, como "La Balsa" y "Viento dile a la lluvia" (Los Gatos), "Muchacha (Ojos de papel)" (Almendra), "Presente" (Vox Dei), "El oso" (Moris), "Yo vivo en una ciudad" (Pedro y Pablo), "Jugo de tomate frío" (Manal), entre otras, que no solo fueron difundidas una y otra vez por los medios de comunicación y versionadas por los más diversos artistas, sino que, por sobre todas las cosas, integraron los repertorios del canto colectivo en los fogones y reuniones juveniles, extendiendo su memoria por varias generaciones.

Llenábamos dos funciones (en el Teatro Coliseo), y quedaba gente afuera. Recuerdo un día de 1.500 personas en la plaza (Libertad) cantando «Mañana campestre». Entonces vinieron dos carros de asalto, cinco patrulleros... una pálida que no podía ser”.

## Circunstancias relacionadas
- Mañana campestre significó el primer disco de oro de Arco Iris en 1971.[9]
- Poco después de ganar el premio Oscar en 2006 (ganaría otro al año siguiente), Santaolalla explicó en una entrevista la relación entre "Mañana campestre" con el country y el folk:

Es una música que siempre estuvo conmigo. En casa de mis padres se escuchaba desde Yupanqui a Troilo a Hank Williams y Martin Robbins y yo después, en mis años de rock and roll, fui fanático de Crosby, Stills Nash and Young y Los Byrds, por lo cual es una música con la que tengo un fuerte contacto afectivo y musical.

- Luego de que Gustavo Santaolalla se retirara de Arco Iris, Dana y Ara Tokatlian se fueron de Argentina y con otros miembros del grupo, terminaron radicándose cerca de Los Ángeles (EE. UU.), en una cabaña de Blue Jay, en el parque nacional de las montañas de San Bernardino. Allí formaron una comunidad en un bosque, en la que vivieron las siguientes décadas. La comunidad poseía su propio estudio de grabación al que llamaron Danara, con el cual grabaron varios discos, ya sin Santaolalla ni Bordarampé.
- A poco de iniciado el siglo XXI Dana enfermó, y fiel a su filosofía naturista, rechazó recurrir a la medicina tradicional, trasladándose con Ara Tokatlian, con quien se había casado en 1983, a Tijuana (México), en busca de medicinas naturales. Falleció el 7 de septiembre de 2003.[10]

## Versiones
- Gustavo Santaolalla y Soluna, su grupo de 1977, interpretaron "Mañana campestre" en un recital histórico que se llamó El Recital del Amor, organizado por Charly García y David Lebón, en el peor momento de la dictadura militar, el 11 de noviembre de 1977 en el Luna Park de Buenos Aires. La actuación fue uno de los momentos culminantes de la noche[11]